# Bung (Solukhumbu)
Bung (Nepali बुङ्) ist ein Dorf und ein Village Development Committee (VDC) im Distrikt Solukhumbu der Verwaltungszone Sagarmatha in Ost-Nepal.
Bung liegt im Hochhimalaya, 54 km südlich vom Mount Everest. Das VDC erstreckt sich westlich des Hunku Drangka. Gudel liegt auf der gegenüberliegenden Talseite südlich von Bung.

## Einwohner
Das VDC Bung hatte bei der Volkszählung 2011 4520 Einwohner (davon 2247 männlich) in 982 Haushalten.

## Dörfer und Weiler
Bung besteht aus mehreren Dörfern und Weilern.
Die wichtigsten sind:
- Bung (1800 m ⊙)
- Chambaling Gompa (2530 m ⊙)
- Khiraule (2460 m ⊙)
- Surke (2960 m ⊙)